# Sisters of Suffocation
Sisters of Suffocation — технікал дез-метал гурт з Ейндговен, Нідерланди, заснований у 2014 році. Більшість музикантів гурту є жінками.

## Біографія
Гурт був заснований як повністю жіночий і лишався таким до приходу у 2018 році барабанщика Кевіна ван ден Хейлігенберга.
У квітні 2016 року гурт випустив перший сингл: Boundaries. Перший мініальбом Brutal Queen 2016 року було випущено самостійно. У вересні 2016 року цей EP був перевиданий лейблом Hammerheart Records. Перший альбом вийшов у 2017 році на Suburban Records.
Гурт виступав на кількох фестивалях, зокрема: Eindhoven Metal Meeting (Нідерланди), Stonehenge Festival (Нідерланди), Antwerp Metal Fest (Бельгія), Gäfle Metal Fest (Швеція), Zwarte Cross (Нідерланди) і Lowlands (Нідерланди).

## Учасники гурту

### Поточний склад
- Els Prins — вокал
- Linn Liv — вокал
- Simone van Straten — соло-гітара
- Emmelie Herwegh — ритм-гітара
- Tim Schellekens — бас-гітара
- Fons van Dijk — ударна установка

### Колишні учасники
- Puck Wildschut — бас-гітара
- Marjolein van den Nieuwenhuizen — бас-гітара
- Kevin van den Heiligenberg — ударна установка
- Amber de Buijzer — ударна установка

## Дискографія

### Сингли та EP
- Boundaries (2014) — сингл
- Brutal Queen (2016) — EP, Hammerheart Records[6]
- Shapeshifter (2017) — сингл
- I Swear (2018) — сингл

### Студійні альбоми
- Anthology of Curiosities (2017) — Suburban Records[7]
- Humans Are Broken (2019)
- Eradication (2022)